# Peti lateranski koncil
Peti lateranski koncil je potekal v letih 1512-1517. Sklical ga je Julij II. v Rimu, v Lateranu kot odgovor na reformni Drugi pisanski koncil, nazvan conciliabulum (koncilček), ki ga je sklical francoski kralj. Glavni namen tega 18. vesoljnega cerkvenega zbora katoliške Cerkve je bil zavrnitev konciliarizma in obnova Cerkve.

## Zgodovina

### Namen
Namen zbora je bil »izkoreninjenje razkola, obnova in utrditev znotraj Cerkve, mir med krščanskimi vladarji ter vojna zoper Turke«. V komisiji za prenovo koledarja – do česar pa sedaj iz raznih razlogov še ni prišlo – je sodeloval tudi poljski astronom Kopernik (1473-1543)

### Koncilčekv Pisi
Ko je bil 1503 izvoljen za papeža, je Julij II. obljubil pred volitvami –  podobno kot so to delali že prejšnji papeži – da bo sklical obnovitveni koncil v roku dveh let. Tako so kardinali v konklavu že skozi desetletja podpisovali »obljube«, »capitulationes«, na katere pa so pozneje kot papeži navadno »pozabili«. Tako je bilo tudi tokrat: čas je mineval, koncila ni bilo, ljudje pa so postajali vedno bolj nestrpni v želji, da bi prišlo do obnove Cerkve in capite et in membris (v glavi in v udih). 
Zategadelj so nekateri nezadovoljni francoski kardinali, ki sta jih hujskala tudi nemški cesar  Maksimilijan in francoski kralj Ludvik sklicali v Pisi cerkveni zbor ali koncil, ki so ga nasprotniki zaradi majhne udeležbe imenovali conciliabulum (koncilček). Za njegovo odprtje so določili 1. september 1511; začel pa se je stvarno 1. oktobra. Na zborovanje so prišli le štirje kardinali ob podpori treh odsotnih, kakor tudi številni škofje in opatje, pa tudi odposlanci francoskega kralja. Imeli so sedem ali osem sej, a med zadnjo so odstavili papeža Julija II., nakar so se preselili zborovalci v Lyon.   

### Sklic pravega koncila
Papež Julij II. se je zdaj zoperstavil temu »koncilčku«, in sklical številnejši »koncil« z bulo Sacrosanctae Romanae Ecclesiae z dne 18. julija 1511, in sicer za 19. aprila 1512 v Lateranu kot Peti lateranski koncil oziroma 18. vesoljni cerkveni zbor Katoliške Cerkve. V buli je papež zavrnil enega za drugim razloge, ki so jih navajali kardinali za »svoj« koncil v Pisi. Razložil je, da je njegovo ravnanje pred izvolitvijo za papeža bilo odkritosrčna za sklicanje koncila, pa se mu še ni ponudila prava priložnost, saj je želel najprej utrditi mir med krščanskimi vladarji, in se je moral proti svoji volji vplesti v vojskovanje. 

Očital je upornim kardinalom, da ni bilo primerno sklicanje koncila brez poglavarja, ki zatorej nima nobene veljave. Bulo je podpisalo 21 kardinalov. 

## Potek koncila
Francoska zmaga pri Ravenni 11. aprila 1512 je prestavila odpiranje koncila na 3. maj, ko so se koncilski očetje zbrali v Lateranski baziliki. Navzočih je bilo 17 kardinalov, aleksandrijski in antiohijski patriarh, 10 nadškofov, 56 škofov, nad trideset opatov ter nekaj vrhovnih redovnih predstojnikov; svoje delegate so poslali tudi neapeljski kralj Ferdinand II. Aragonski, Florenca in Benetke. 

Presunljiv uvodni govor je imel vrhovni predstojnik avguštincev Egidio da Viterbo, ki je brez prikrivanja razgalil glavne rane Cerkve in zahteval prizadevanje za »obnovo v glavi in udih« z znanim vzklikom: »Vera mora spremeniti ljudi, ne pa ljudje vere.« 
 
Koncilske odloke so izdali v obliki papeških bul. Ko je Julij II. umrl, je koncil nadaljeval Leon X.; dvanajsta in zadnja seja je bila 16. marca 1517. Med tretjo sejo je krški škof Matej Lang , ki je predstavljal Maksimilijana na koncilu v Toursu, prebral odlok, s katerim cesar zavrača vse tisto, kar je sklenil koncilček v Toursu in Pisi. Med četrto sejo so zahtevali preklic pragmatične sankcije, s katero si je bil francoski kralj podredil Cerkev (galikanizem).  17. decembra 1513 so prebrali odlok, s katerim se je kralj Ludvik XII. odvrnil od Drugega koncila v Pisi in se pridružil lateranskemu vesoljnemu cerkvenemu zboru.

Na koncilu je govoril tudi modruški škof in humanist Simon Begnius (Šimun Kožičić Benja), in sicer je govoril o turških osvajanjih na Hrvaškem ter o muslimanski  nevarnosti, ki ne grozi le Dalmaciji, ampak tudi preostali Evropi, Italiji in samemu Rimu. V prvem govoru – 27. aprila 1513 – je omenil nasilje in zasužnjevanje v modruški škofiji in prosil papeža Leona za pomoč. V drugem govoru De Corvatiae desolatione – ki ga je imel zunaj koncilskega zasedanja pred papežem in kardinali dne 5. novembra 1516 - prikazuje opustošeno Hrvaško, kara papeža zaradi nedejavnosti ter kar zahteva uspešno vojaško pomoč zoper Osmanovce.  

### Seje
1. seja (10. maj 1512) 
 [Prebrali so bulo o sklicu koncila Sacrosancta Romanae Ecclesiae, in bulo odlaganja Inscrutabilis and Romanus pontifex. Določeno je, naj opravljajo maše {Msi 32, 681-690} in molitve za Božjo pomoč; pripravljeno je tudi osebje za potek in za varstvo koncilskih očetov, izbrana ustrezna mesta za opravljanje koncilskih dejavnosti.]
2. seja (17. maj 1512) 
[Obsojen je nazovi-koncil v Pisi, ki je razglašen za neveljavnega. Potrjeno je pa vse, kar bo pravilno napravljeno in določeno pri lateranskem koncilu]
3. seja (3. december 1512) 
[Sprejeti so vsi ukrepi, da bi odvrnili razkolne kardinale od razkola in jih pridobili za vrnitev]
4. seja (10. december 1512) 
[Preklicane so Pragmatične sankcije in razveljavljeni odloki nazovi-koncila v Pisi (Drugi pisanski koncil). {Na isti seji so brali Opozorila zoper 'Pragmatične sankcije' in njihove podpornike}
5. seja (16. februar 1513) 
[Bula, ki obnavlja in potrjuje Odlok zoper zlo simonije pri volitvah rimskega papeža]
6. seja (27. april 1513) 
[Varno potovanje za tiste, ki so povabljeni na koncil, za njihov prihod, bivanje, pogovore in vrnitev]
7. seja (17. junij 1513) 
Preberejo in odobrijo odlok Meditatio cordis nostri {Msi 32, 815-818}, odlaganje osme seje na 16. november.
8. seja (19. december 1513) 
 [Obsodba vsakega mnenja, ki nasprotuje razodeti krščanski veri] 
[Dogovor o miru med krščanskimi vladarji in o vrnitvi Čehov, ki so zavrgli vero] 
[Prenovitvena bula]
9. seja (5. maj 1514) 
[Papež spodbuja krščanske vladare, da se pomirijo med seboj, dab o tako mogoče podjetje zoper sovražnike krščanske vere] 
[Prenovitvena bula Rimske kurije] 
O kardinalih
Reforma kurije
10. seja (4. maj 1515) 
[Prenova posojilnic (Montes pietatis)] 
[Bula zoper izvzete osebe; vključuje nekaj točk, ki se nanašajo na cerkveno svobodo in škofovsko dostojanstvo] 
[Za tiskanje novih (verskih) knjig je potrebno cerkveno dovoljenje] 
[Določanje datuma glede priznavanja Pragmatičnih sankcij]
11. seja (19. december 1516) 
[O pridiganju] 
[Bula, ki vsebuje sogasje med papežem in francoskimi kralji glede Pragmatičnih sankcij] 
[Preklic Pragmatičnih sankcij] 
[Menihi in njihove posebne pravice]
12. seja (16. marec 1517) 
[Obtožba prestopnikov, ki napadajo hiše kardinalov] 
[Odlok o prispevkih in sklep koncila] [7]

## Odloki
Med zasedanjem koncila so bili objavljeni razni doktrinalni in obnoviteljski odloki v obliki  papeških bul:
- Cum tam Divino. Julij II. je prek koncila objavil svojo že prej izdano bulo 19. Februarja 1505 – o neveljavnosti papeških volitev, če jih omadežuje simonija;
- Apostolici regiminis: Leon X. 19. decembra 1513 o neumrljivosti duše (zoper averoiste; modroslovna resnica se mora podvreči bogoslovni;
- Supernae dispositionis: Leon X. 5. maja 1514 kot odlok za prenovo rimske kurije; upoštevati je treba cerkveno svobodo in škofovsko dostojanstvo;
- Regimini universalis Ecclesiae: Leon X. 4. maja 1515, odpravlja nekatere zlorabe v Cerkvi in s tem odgovarja na zahtevo vernikov za prenovo in capite et membris;
- Inter sollicitudines: Leon X. 4. maja 1515, zadeva pregled knjig; kdor jih izdaja brez odobritve cerkvene oblasti, zapade izobčenju;
- Inter multiplices: objavil Leon X. 4. maja 1515; ustanoviti je treba montes pietatis (monti di pietà, posojilnice in hranilnice) z namenom, da bi pomagali revežem, ki potrebujejo najustreznajšo pomoč;
- Supremae maiestatis: Leon X. 19. decembra 1516, nova določila glede pridigovanja;
- Dum Intra mentis: objavil Leon X. prav tako 19. decembra 1516, zadeva redovnike in njihove posebne pravice.

Koncilski očetje so zahtevali nujno omilitev francoske Pragmatične sankcije iz Bourges, ki so jo slovesno preklicali in odobrili sporazum (konkordat) s kraljem Francem med enajsto sejo 19. decembra 1516. Končno je koncil objavil odlok, ki predpisuje  križarsko vojno   zopr  Turke in določa uvedbo desetine od vseh cerkvenih nadarbin po krščanskem svetu za dobo treh let. 

### Vsebina
Na 8. seji 19. decembra 1513 je izdal edino dogmatično opredelitev; v njej je obsodil Pomponazzijevo herezije (brez omenjanja imena), ki je tajil neumrljivost človeške duše in zatrdil, da je človeška duša neumrljiva. 

### Ocena
Peti lateranski vesoljni cerkveni zbor je prišel v času, ko so ljudje želeli korenite spremembe. Papež Julij II. je na pobudo mnogih cerkvenih poglavarjev sklical koncil; vendar se je vse končalo v obsodbah, ki bi lahko bile izostale. To je še okrepilo ozračje, ki je končno povzročilo veliko in žalostno spremembo v Cerkvi: protestantovsko reformacijo. Ko se je leto 1517 iztekalo, v istem letu torej, med katerim je bil zaključen Peti lateranski koncil, je začel Luter gibanje, ki ne bo le razcepilo Cerkve, ampak tudi okrepilo ločitve med krščanskimi narodi. 